# Glaciació huroniana
La glaciació huroniana durà entre fa 2.400 i 2.100 milions d'anys, durant els períodes Siderià i Riacià de l'era del Paleoproterozoic. Fou una de les èpoques glacials més rigoroses de la història geològica i alguns geòlegs creuen que fou molt similar a l'edat glacial de la Terra bola de neu que es produí en el Neoproterozoic.